# Tălpaș
Tălpaş es una comuna ubicada en el distrito de Dolj, Rumania.

## Superficie
Posee una superficie de 37,64 kilómetros cuadrados.

## Demografía
Hasta 2021 la población era de 1049 habitantes, con una densidad de población de 27,87 habitantes por kilómetro cuadrado.